# Mycetia
Mycetia är ett släkte av måreväxter. Mycetia ingår i familjen måreväxter.

## Dottertaxa tillMycetia, i alfabetisk ordning[1]
- Mycetia acuminata
- Mycetia angustifolia
- Mycetia anlongensis
- Mycetia apoensis
- Mycetia balansae
- Mycetia brachybotrys
- Mycetia bracteata
- Mycetia brevipes
- Mycetia brevisepala
- Mycetia cauliflora
- Mycetia chasalioides
- Mycetia coriacea
- Mycetia fasciculata
- Mycetia flava
- Mycetia glandulosa
- Mycetia gracilis
- Mycetia hainanensis
- Mycetia hirta
- Mycetia holotricha
- Mycetia javanica
- Mycetia listeri
- Mycetia longiflora
- Mycetia longifolia
- Mycetia macrocarpa
- Mycetia malayana
- Mycetia mindanaensis
- Mycetia minor
- Mycetia mukerjiana
- Mycetia myrioneura
- Mycetia nepalensis
- Mycetia obovata
- Mycetia ovatistipulata
- Mycetia paniculiformis
- Mycetia parishii
- Mycetia radiciflora
- Mycetia rivicola
- Mycetia rodgeri
- Mycetia siamensis
- Mycetia sinensis
- Mycetia squamulosopilosa
- Mycetia stipulata
- Mycetia sumatrana
- Mycetia yatesii
- Mycetia yunnanica